# Юсуке Накамура
Юсуке Накамура (8 грудня 1952 , Префектура Осака ) — видатний японський генетик і дослідник раку, найвідоміший розробкою дослідження загальногеномної асоціації (GWAS). 
Є одним із світових піонерів у застосуванні генетичних варіацій (маркерів тандемного повтору змінної кількості (VNTR), однонуклеотидного поліморфізму (SNP) ) і секвенування всього геному, провідний напрямок у галузі досліджень персоналізованої медицини. 

## Біографія
Накамура здобув ступень доктора медицини в Університеті Осаки в 1977 році і ступень доктора філософії з молекулярної генетики. 
У 1984—1989 рр. проводив дослідження в Університеті Юти та у Медичному інституті Говарда Г'юза.
У 1989—1995 рр. — завідувач кафедри біохімії Інституту раку в Токіо, з 1996 — завідувач відділу аналізу геному. 
У 1994 році здобув звання професора молекулярної медицини в Токійському університеті, а в 1995 році перебрав там керівництво Центром геному людини, який працював до 2011 року. 
У 1996—1999 рр. також обіймав посаду професора клінічної генетики в Університеті Осаки. 
З 2005 по 2010 рік був директором Центру геномної медицини RIKEN. 
У 2011 році був спеціальним радником тодішнього кабінету міністрів Японії (Кабінет Кан, 2-а перестановка ) з питань медичних інновацій.
На початку 2012 року 

Накамура розпочав роботу у Центрі персоналізованої терапії Чиказького університету як професор гематології/онкології та заступник директора. Там він здобув звання почесний професор. 

Станом на 2020 рік Накамура є директором Центру точної медицини раку Японського фонду дослідження раку . 

## Нагороди та визнання
- 1992: Премія принцеси Кікуко Такамацу
- 2000: премія медичних наук Кейо[en][5];
- 2002: Премія Томізо Йошида, Японської ракової асоціації
- 2004: Медалі Пошани Японії з фіолетовою стрічкою;
- 2010: премія Чена від Організації генома людини[6];
- 2020: Laureates Clarivate Citation[7]